# كورتيس رايت إكس-19
كورتيس رايت إكس-19 (بالإنجليزية: Curtiss-Wright X-19)‏ هي مروحية أنتجت في الولايات المتحدة. من صناعة كورتيس رايت. كان أول طيران لها في نوفمبر 1963. صنع منها 2 طائرة. أمريكا التجريبية فتول tiltrotor طائرة من 1960s في وقت مبكر.